# Université technique d'État de Vitebsk
L'université technique d'État de Vitebsk est une université située à Vitebsk en Biélorussie.
L'université est un complexe d'enseignement, de recherche et de production, qui comprend 7 facultés, 27 départements, cinq bâtiments scolaires, deux dortoirs, une usine pilote expérimental, à l'école d'études supérieures, une bibliothèque, un complexe sportif unités et autres. L'université compte environ 8 000 étudiants à temps plein et à temps partiel.